# Joseph Smith Fletcher
Joseph Smith Fletcher, född 1863, död 1935, var en brittisk författare.
Joseph Smith Fletcher skrev poesi (Collected verse, 1931), biografier, topografiska beskrivningar, historiska och moderna romaner och noveller (When Charles the First Was King, 1894, I'd Venture All for Thee!, 1913), skådespel och detektivberättelser. Han lämnade en rad bidrag till studiet av Yorkshires historia A Picturesque History of Yorkshire, 3 band, 1899–1901, A Book About Yorkshire, 1908, The Cistercians in Yorkshire, 1919). För sina över hundra detektivromaner (översatta till en mängd språk, bland annat svenska) använde Fletcher gärna sina historiska och arkeologiska kunskaper, såsom i The Middle Temple Murder (1918).